# Col·lisió entre l'Iridium 33 i el Kosmos-2251

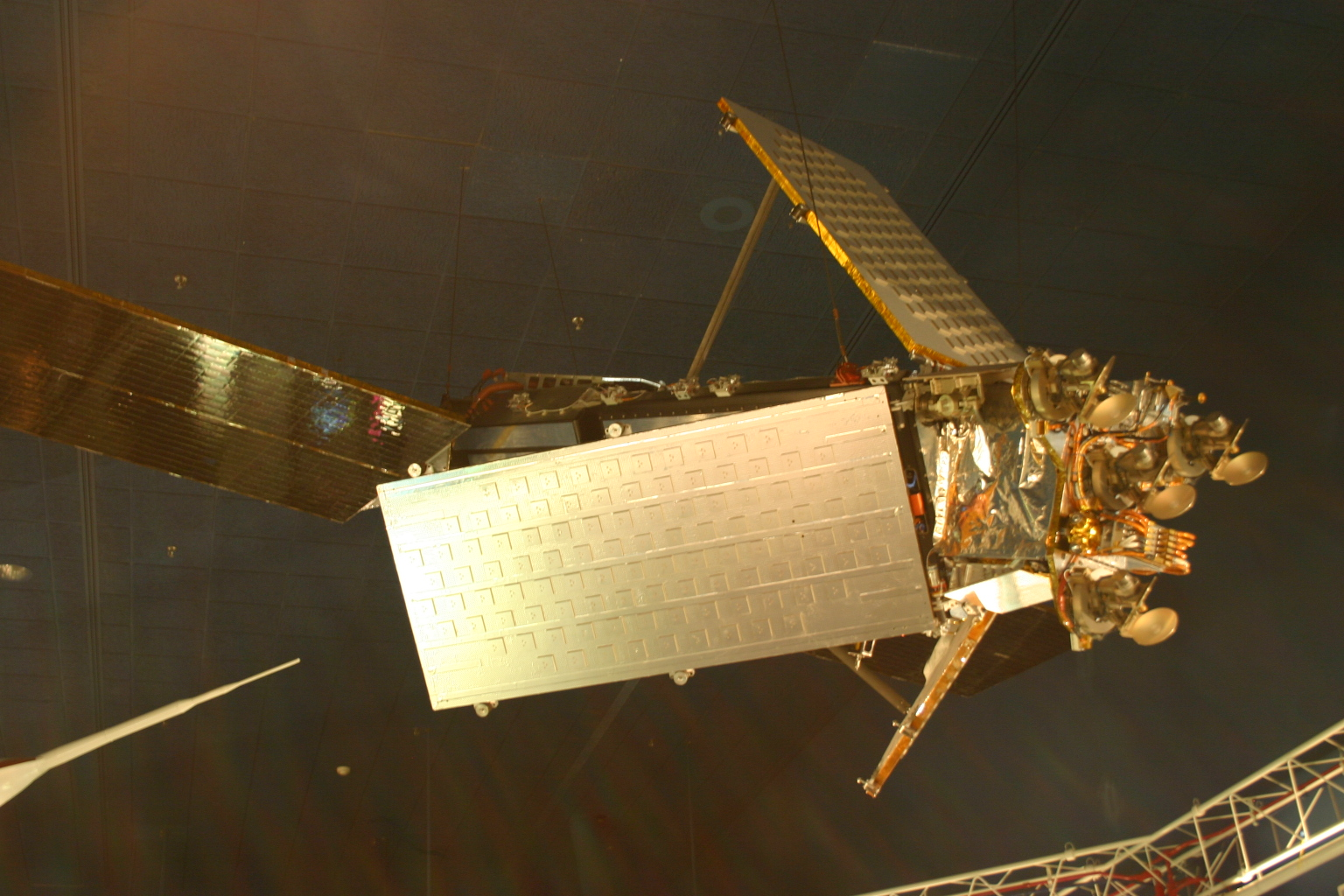
Rèplica de l'Iridium 33

La col·lisió de satèl·lits del 2009 va ser la primera gran col·lisió entre satèl·lits artificials orbitant la Terra. Va tenir lloc a les 16:56 UTC del 10 de febrer del 2009 a 776 km sobre la Península de Taimyr, Sibèria. La col·lisió va destruir als satèl·lits Iridium 33 i Kosmos-2251.